# Greeley Center
Greeley Center è un comune degli Stati Uniti d'America, situato nello Stato del Nebraska, nella contea di Greeley, della quale è il capoluogo.